# Lino Sabattini
Lino Sabattini (né le 23 septembre 1925 à Correggio et mort en juillet 2016) est un orfèvre et designer italien.

## Biographie
Sabattini est autodidacte : c'est encore adolescent, pendant la Seconde Guerre mondiale, alors qu'il travaille dans une usine de cuivre, qu'il commence à s'intéresser au métal. Il s'intéresse à la métallurgie, mais surtout aux matériaux et aux techniques d'orfèvrerie. Sabattini a ensuite fait un apprentissage informel en poterie avec le céramiste allemand réfugié en Italie, Roland Hettner. En 1955, il a trente ans et s'installe à Milan où il crée son propre atelier dédié au métal et rencontre Gio Ponti, qui encourage sa pratique du design, rédige un article sur lui dans le magazine Domus et expose ses créations l'année suivante à Paris, ce qui attire l'attention internationale sur Sabattini. De 1956 à 1963, alors qu'il est encore actif à Milan, il devient directeur du design pour Christofle Orfèvrerie, Paris. Sa signature se retrouve ainsi sur d'élégants objets du quotidien tels bougeoirs, couverts, bouilloires ou vases dont l'esthétique innovatrice tend vers une fusion du néoclassicisme avec le modernisme et le minimalisme. Il a également conçu de la verrerie et de la céramique pour Rosenthal, Nava et Zani & Zani.
En 1964, il crée sa propre manufacture Argenteria Sabattini  à Bregnano près de Côme. Membre de l'ADI, il participe à la Triennale de Milan et remporte plusieurs prix parmi lesquels la médaille d'or en 1971 et le Compas d'or en 1979 à la Mostra internationale del Arredamento à Monza.
Ses œuvres font partie des collections de plusieurs musées consacrés aux arts décoratifs comme le Museum of Modern Art de New York, le Dallas Museum of Art, le Victoria and Albert Museum de Londres ou le Philadelphia Museum of Art.